# Titan (superkomputer)

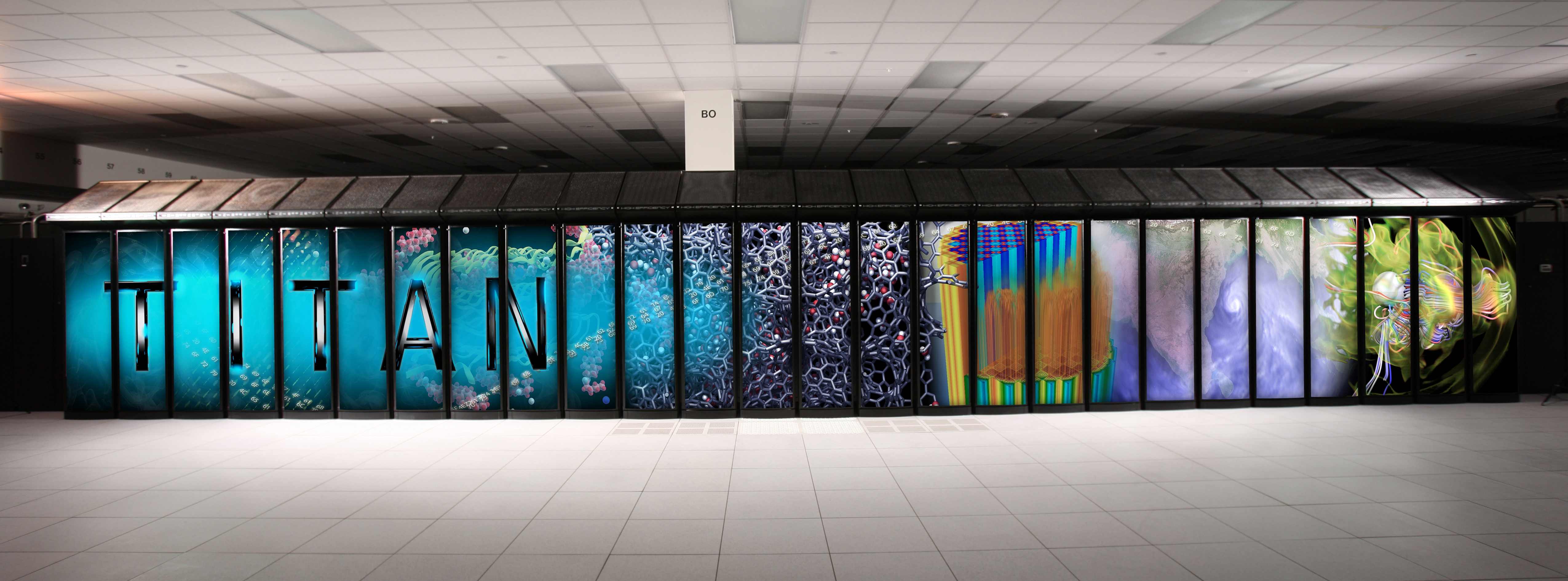
Superkomputer Titan

Titan – superkomputer o mocy obliczeniowej 17,59 PFLOPS, wyprodukowany przez Cray Inc. i uruchomiony w październiku 2012 w Oak Ridge National Laboratory w USA. Od listopada 2012 do czerwca 2013 był najszybszym superkomputerem na świecie. W czerwcu 2013 został prześcignięty przez wyprodukowany w Chinach superkomputer Tianhe-2. W czerwcu 2016 powstał jeszcze szybszy komputer Sunway TaihuLight, co sprawiło, że Titan spadł na 3 miejsce. W 2017 roku spadł na pozycję 5 (wyprzedzony najpierw przez rozbudowany szwajcarski superkomputer Piz Daint, a następnie japoński rozbudowany Gyoukou) pozostając najszybszym superkomputerem w USA. Pozycję tę stracił już w kolejnym rankingu TOP500, w czerwcu 2018 roku, na rzecz superkomputera Summit.

## Budowa
Titan powstał w wyniku rozbudowy wcześniejszego superkomputera Jaguar, poprzez wyposażenie go w układy GPU. Koszt rozbudowy wyniósł 97 milionów USD. Większość tej kwoty wyłożył Departament Energii Stanów Zjednoczonych, część kosztów poniósł National Oceanic and Atmospheric Administration.
Rozbudowa Jaguara do Titana przebiegała w dwóch fazach. Pierwsza faza, zakończona w lutym 2012, obejmowała zastąpienie sześciordzeniowych procesorów AMD Opteron (po 2 na węźle) przez szesnastordzeniowe (1 na węzeł). Ta rozbudowa spowodowała zwiększenie liczby rdzeni z 224 256 do 299 008. Jednocześnie została podwojona ilość pamięci RAM (z 300 do 600 TB), oraz rozbudowano sieć wewnętrzną. 960 węzłów zostało dodatkowo wyposażone w akceleratory Fermi, tworząc prototypowy układ TitanDev, na którym testowano oprogramowanie pełnej wersji Titana. Ta faza rozbudowy zwiększyła moc obliczeniową Jaguara z 2,3 do 3,3 PFLOPS.
W drugiej fazie rozbudowy zastąpiono 18 688 serwerów kasetowych Cray XT5 serwerami XK7. Każdy zawiera szesnastordzeniowy procesor AMD Opteron 6274, 32 GB RAM oraz układ GPU Nvidia Tesla K20X. Każdy układ K20X zawiera 2688 rdzeni CUDA. Tym samym całkowity system zawiera 299 008 rdzeni procesorów oraz ponad 50 milionów rdzeni obliczeniowych CUDA. W odróżnieniu od systemów opartych na samych procesorach, większość obliczeń jest wykonywanych przez układy GPU, natomiast procesory odpowiadają głównie za przydzielanie zadań do GPU.
Titan zajmuje powierzchnię 404 m² i ma zapotrzebowanie na prąd wynoszące 8,2 MW. Wykorzystanie zasilania i chłodzenia używanego przez Jaguara umożliwiło zaoszczędzenie około 20 milionów USD w czasie budowy. Jest zasilany napięciem 480 V, co pozwala na użycie cieńszych kabli zasilających. W przypadku awarii zasilania, koło zamachowe z włókna węglowego może utrzymać zasilanie przez 16 sekund. Jeśli utrata zasilania trwa dłużej niż 2 sekundy, uruchamiane są generatory Diesla. Ich uruchomienie trwa około 7 sekund, a po tym czasie mogą one zasilać komputer dowolnie długo. Procesory Titana są chłodzone powietrzem za pomocą radiatorów, a doprowadzane powietrze jest wcześniej schładzane za pomocą wody o temperaturze 5,5 °C.

## Projekty badawcze
Titan jest przeznaczony dla środowiska naukowego i wnioski o wykorzystanie jego czasu są recenzowane przez Oak Ridge Computing Leadership Facility (OCLF). W 2009 roku zgłoszono 50 takich wniosków, z których wybrano 6 na podstawie ich istotności oraz możliwości pełnego wykorzystania mocy obliczeniowej nowego systemu. Kod programu dla każdego z tych projektów musiał zostać zmodyfikowany tak, aby móc wykorzystywać moc obliczeniową rdzeni GPU, ale żeby mógł być też uruchomiony na maszynach opartych na tradycyjnych procesorach, tak żeby nie był uzależniony od dostępności Titana.
Wśród 6 zaklasyfikowanych projektów znalazły się:
- S3D – projekt symulacji procesu spalania w silnikach Diesla działających na biopaliwach[18],
- WL-LSMS – projekt symulacji oddziaływań pomiędzy elektronami i atomami w materiałach magnetycznych w temperaturach powyżej zera absolutnego[18],
- Denovo – projekt symulacji reakcji jądrowych w celu zwiększenia efektywności i zmniejszenia ilości zanieczyszczeń w reaktorach jądrowych[14],
- Large-scale Atomic/Molecular Massively Parallel Simulator (LAMMPS) – badanie zachowania cząsteczek za pomocą dynamiki molekularnej w skalach od atomowej do relatywistycznej, w celu głębszego zrozumienia zachowań półprzewodników, biomolekuł i polimerów[19],
- CAM-SE – połączenie globalnego modelu atmosfery Community Atmosphere Model (CAM) z modelem dynamiki płynów High Order Method Modeling Environment, w celu stworzenia dokładniejszych modeli klimatycznych[18],
- Non-Equilibrium Radiation Diffusion – badanie zachowania neutralnych cząstek dla zastosowań w fuzji jądrowej, dynamice płynów, diagnostyce obrazowej, reaktorach jądrowych, bateriach i silnikach spalinowych[18].